# 橫濱太空世界

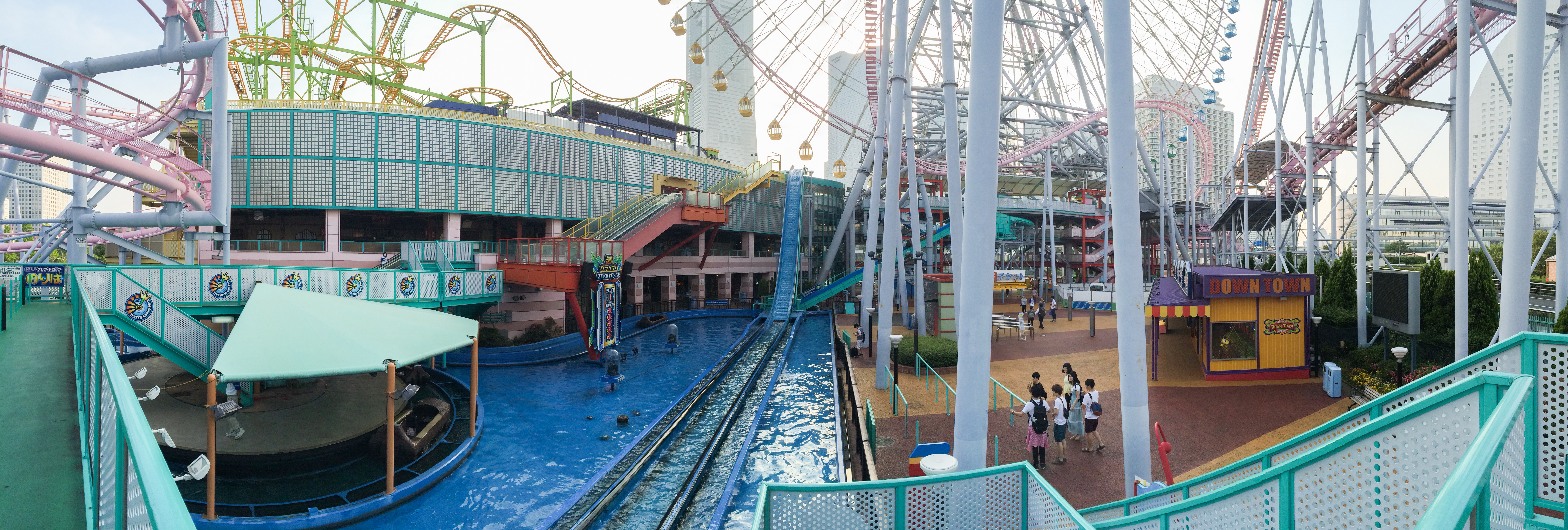

橫濱太空世界（日语：よこはまコスモワールド）是一座由泉陽興業股份公司運營，位於神奈川縣橫濱市中區橫濱港未來21的都市型遊樂園。該遊樂園可免費入場，但各項目均需單獨收費。1999年3月18日，橫濱太空世界搬遷至現址。

## 外部連結
- よこはまコスモワールド （页面存档备份，存于）
- OpenStreetMap上有關319352565  橫濱太空世界的地理